# Llista de minerals (lletra G)
Aquesta llista de minerals inclou els minerals que comencen amb la lletra G dels 6.174 minerals reconeguts per l'Associació Mineralògica Internacional (IMA, en anglès) fins el mes de agost 2025.
Es poden consultar tots els minerals ordenats de manera alfabètica en una llista simplificada o bé amb informació ampliada en els següents enllaços:
- A • B • C • D • E • F • G • H • I • J • K • L • M • N • O • P • Q • R • S • T • U • V • W • X • Y • Z

A la llista s'hi troben els diferents minerals classificats alfabèticament amb l'any de publicació (si es va publicar abans de l'aprovació per part de l'IMA), tot seguit de l'any d'aprovació per part de l'IMA i el codi del mineral segons la classificació de Nickel-Strunz. Per a cada mineral s'hi afegeixen fins a tres enllaços externs: a mindat.org, a webmineral.com i al Handbook of Mineralogy (Mineralogical Society of America).
Les abreviatures que es fan servir a la llista són les següents:
- "p.e." – procediment especial.
- Q ó "?" – qüestionable/dubtós (per l'IMA/CNMNC, mindat.org o mineralienatlas.de).
- N – publicat sense l'aprovació de l'IMA/CNMNC o sense l'aprovació de l'IMA però amb certa acceptació en la comunitat científica actualment.
- Rd ó red. – redefinició de...
- A: 1NNN – any de publicació.
- A: antic – conegut molt abans que hi haguessin publicacions.

## G

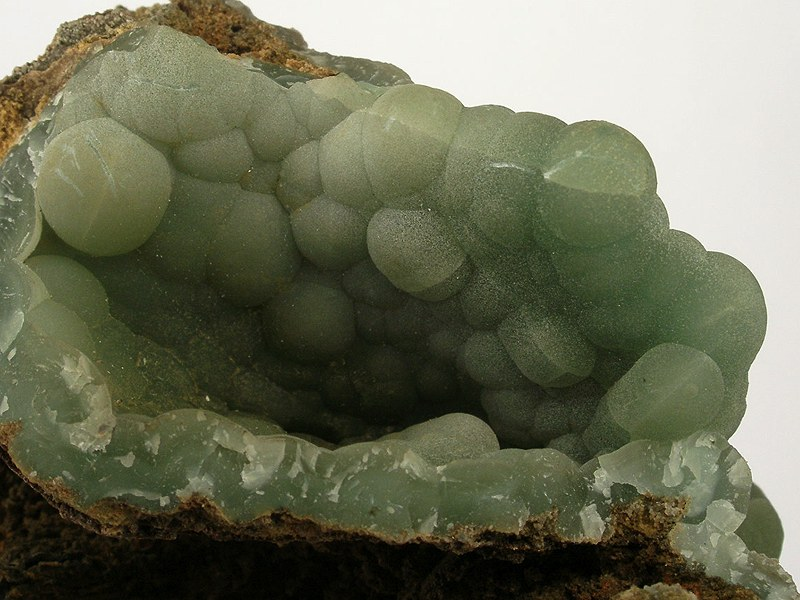
Agregats botrioides de gibbsita, provinent de la mina Xianghualing, Hunan, Xina.

1. Gabrielita (2002-053) 02.HD.60
2. Gabrielsonita (1966-011) 08.BH.35
3. Gachingita (2021-008)
4. Gadolinita-(Ce) (A: 1978, 1987 p.e.) 09.AJ.20
5. Gadolinita-(Nd) (2016-013)
6. Gadolinita-(Y) (A: 1802, 1987 p.e.) 09.AJ.20
7. Gagarinita-(Ce) (1993-038, IMA 2010-C Rd) 03.AB.35
8. Gagarinita-(Y) (A: 1961, 1967 p.e.) 03.AB.35
9. Gageïta (A: 1910) 09.DH.35
10. Gahnita (A: 1807) 04.BB.05
11. Gaidonnayita (1973-008) 09.DM.15
12. Gainesita (1978-020) 08.CA.20
13. Gaitita (1978-047) 08.CG.05
14. Gajardoïta (2015-040)
15. Gajardoïta-(NH4) (2023-070)
16. Galaxita (A: 1932) 04.BB.05
17. Galeaclolusita (2020-052)
18. Galeïta (A: 1963, 1967 p.e.) 07.BD.10
19. Galena (A: old) 02.CD.10
20. Galenobismutita (A: 1878) 02.JC.25e
21. Galgenbergita-(Ce) (1997-036) 05.CC.40
22. Galileiïta (1996-028) 08.AC.50
23. Galkhaïta (1971-029) 02.GB.20
24. Galliskiïta (2009-038) 08.??
25. Gal·lita (A: 1958) 02.CB.10a
26. Gal·lobeudantita (1994-021) 08.BL.05
27. Gal·loplumbogummita (2010-088) 08.??
28. Galuskinita (2010-075) 09.??
29. Gamagarita (A: 1943) 8.BG.05
30. Gananita (1983-006) 03.AC.20
31. Ganomalita (A: 1876) 09.BG.25
32. Ganofil·lita (A: 1890) 09.EG.30
33. Ganterita (2000-033) 09.EC.15
34. Gaotaiïta (1993-017) 02.EB.05a
35. Garavel·lita (1978-018) 02.HA.20
36. Garmita (2017-008)
37. Garpenbergita (2020-099)
38. Garrelsita (A: 1955) 09.AJ.15
39. Garronita-Ca (A: 1962, 1997 p.e.) 09.GC.05
40. Garronita-Na (2015-015)
41. Gartrellita (1988-039 Rd) 08.CG.20
42. Garutiïta (2008-055) 01.AG.05
43. Garyansel·lita (1981-019) 08.CC.05
44. Gasparita-(Ce) (1986-031) 08.AD.50
45. Gasparita-(La) (2018-079)
46. Gaspeïta (1965-029) 05.AB.05
47. Gatedalita (2013-091) 09.A?
48. Gatehouseïta (1992-016) 08.BD.10
49. Gatelita-(Ce) (2001-050) 09.BG.50
50. Gatewayita (2014-096)
51. Gatumbaïta (1976-019) 08.DJ.10
52. Gaudefroyita (1964-006) 06.AB.60
53. Gaultita (1992-040) 09.GF.20
54. Gauthierita (2016-004)
55. Gayita (2008-056) 08.DK.15
56. Gaylussita (A: 1826) 05.CB.35
57. Gazeevita (2015-037)
58. Gearksutita (A: 1868, 1962 p.e.) 03.CC.05
59. Gebhardita (1979-071) 04.JB.50
60. Gedrita (A: 1836, 2012 p.e. Rd) 09.DD.05
61. Geerita (1978-024) 02.BA.05
62. Geffroyita (1980-090) 02.BB.15
63. Gehlenita (A: 1815) 09.BB.10
64. Geigerita (1985-028) 08.CE.05
65. Geikielita (A: 1893) 04.CB.05
66. Gel (A: old) 04.AA.05
67. Gel-VII (2017-029)
68. Gelosaïta (2009-022) 07.??
69. Geminita (1988-045) 08.CB.30
70. Gengenbachita (2001-003b) 08.CA.65
71. Genplesita (2014-034) 07.??
72. Genkinita (1976-051) 02.AC.35a
73. Genthelvita (A: 1892) 09.FB.10
74. Geocronita (A: 1839) 02.JB.30a
75. Georgbarsanovita (2003-013) 09.CO.10
76. Georgbokiïta (1996-015) 04.JG.05
77. Georgechaoïta (1984-024) 09.DM.15
78. Georgeericksenita (1996-049) 04.KD.10
79. Georgeïta (1977-004 Rd) 05.BA.10
80. Georgerobinsonita (2009-068) 07.??
81. Georgiadesita (A: 1907) 04.JB.70
82. Gerasimovskita (A: 1957) 04.FM.25
83. Gerdtremmelita (1983-049a) 08.BE.40
84. Gerenita-(Y) (1993-034) 09.CJ.45
85. Gerhardtita (A: 1885) 05.NB.05
86. Germanita (A: 1922) 02.CB.30
87. Germanocolusita (1991-044) 02.CB.30
88. Gersdorffita (A: 1845, 1986 p.e. Rd) 02.EB.25
89. Gerstleyita (A: 1956) 02.HE.05
90. Gerstmannita (1975-030) 09.AE.25
91. Geschieberita (2014-006) 07.??
92. Getchellita (1965-010) 02.FA.35
93. Geuerita (2019-027a)
94. Geversita (A: 1961, 1967 p.e.) 02.EB.05a
95. Ghiaraïta (2012-072) 03.??
96. Giacovazzoïta (2018-165)
97. Gianel·laïta (1972-020) 03.DD.30
98. Gibbsita (A: 1822, 1962 p.e.) 04.FE.10
99. Giessenita (1963-004) 02.HB.10b
100. Giftgrubeïta (2016-102)
101. Gilalita (1979-021) 09.HE.05
102. Gillardita (2006-041) 03.DA.10c
103. Gil·lespita (A: 1922) 09.EA.05
104. Gil·lulyita (1989-029) 02.JC.10
105. Gilmarita (1996-017) 08.BE.25
106. Ginelfita (2022-110)
107. Giniïta (1977-017) 08.DB.50
108. Ginorita (A: 1934) 06.FC.15
109. GiorgiositaQ (A: 1879) 05.DA.05
110. Giraudita (1980-089) 02.GB.05
111. Girolita (A: 1851) 09.EE.30
112. Girvasita (1988-046) 08.DO.05
113. Gismondina-Ca (A: 1817, 1997 p.e.) 09.GC.05
114. Gismondina-Sr (2021-043)
115. Gittinsita (1979-034) 09.BC.05
116. Giuşcăïta (2023-099)
117. Giuseppettita (1979-064) 09.FB.05
118. Gjerdingenita-Ca (2005-029) 09.CE.30c
119. Gjerdingenita-Fe (2001-009) 09.CE.30c
120. Gjerdingenita-Mn (2003-015) 09.CE.30c
121. Gjerdingenita-Na (2005-030) 09.CE.30c
122. Gladita (A: 1924) 02.HB.05a
123. Gladiusita (1998-011) 08.DF.40
124. Gladkovskyita (2018-098)
125. Glagolevita (2001-064) 09.EC.55
126. Glauberita (A: 1808) 07.AD.25
127. Glaucocerinita (A: 1932) 07.DD.35
128. Glaucocroïta (A: 1899) 09.AC.05
129. Glaucodot (A: 1849) 02.EB.10c
130. Glaucòfan (A: 1997, 2012 p.e. Rd) 09.DE.25
131. Glauconita group (A: 1927) 09.EC.
132. Glaucosferita (1972-028) 05.BA.10
133. Glecklerita (2023-071)
134. Glikinita (2018-119)
135. Glucina (A: 1963, 1967 p.e.) 08.DA.45
136. Gluixinskita (IMA 1985-Q Rd) 10.AB.10
137. Gmalimita (2019-007)
138. Gmelinita-Ca (1997 p.e.) 09.GD.05
139. Gmelinita-K (1999-039) 09.GD.05
140. Gmelinita-Na (A: 1825, 1997 p.e.) 09.GD.05
141. Gobbinsita (1980-070) 09.GC.05
142. Gobelinita (2018-167)
143. Godlevskita (1968-032) 02.BB.15
144. Godovikovita (1987-019) 07.AC.20
145. Goedkenita (1974-004) 08.BG.05
146. Goethita (A: 1919, 1980 p.e.) 04.FD.10
147. Goldfieldita (A: 1909, 1998 p.e. Rd) 02.GB.05
148. Goldichita (A: 1955) 07.CC.40
149. Goldhillita (2021-034)
150. Goldmanita (1963-003) 09.AD.25
151. Goldquarryita (2001-058) 08.DB.65
152. Goldschmidtita (2018-034)
153. Golyshevita (2004-039) 09.CO.10
154. Gonnardita (A: 1896, 1997 p.e. Rd) 09.GA.05
155. Gonyerita (A: 1955) 09.EC.55
156. Goosecreekita (1980-004) 09.GB.25
157. Gorbunovita (2017-040)
158. Gorceixita (A: 1906) 08.BL.10
159. Gordaïta (1996-006) 07.DF.50
160. Gordonita (A: 1930) 08.DC.30
161. Gorerita (2019-080)
162. Görgeyita (A: 1953) 07.CD.30
163. Gormanita (1977-030) 08.DC.45
164. Gortdrumita (1979-039) 02.BD.10
165. Goryainovita (2015-090)
166. Goslarita (A: 1845) 07.CB.40
167. Gottardiïta (1994-054) 09.GF.10
168. Gottlobita (1998-066) 08.BH.35
169. Götzenita (A: 1957, 1962 p.e.) 09.BE.22
170. Goudeyita (1978-015) 08.DL.15
171. Gowerita (A: 1959, 1962 p.e.) 06.EC.10
172. Goyazita (A: 1884, 1999 p.e. Rd) 08.BL.10
173. Graemita (1974-022) 04.JM.15
174. Graeserita (1996-010) 04.JB.55
175. Grafit (A: 1789) 01.CB.05a
176. Graftonita (A: 1900) 08.AB.20
177. Graftonita-(Ca) (2017-048)
178. Graftonita-(Mn) (2017-050)
179. Grahampearsonita (2025-017)
180. Gramaccioliïta-(Y) (2001-034) 04.CC.40
181. Grammatikopoulosita (2019-090)
182. Grandaïta (2013-059) 08.BG.??
183. Grandidierita (A: 1902) 09.AJ.05
184. Grandreefita (1988-016) 07.BD.45
185. Grandviewita (2007-004) 07.BB.60
186. Grantsita (A: 1964, 1967 p.e.) 04.HG.55
187. Graţianita (2013-076) 02.??
188. Gratonita (A: 1940) 02.JB.55
189. Grattarolaïta (1995-037) 08.BE.10
190. Graulichita-(Ce) (2002-001) 08.BL.13
191. Graulichita-(La) (2020-093)
192. Gravegliaïta (1990-020) 04.JE.05
193. Grayita (A: 1957) 08.CJ.45
194. Grechishchevita (1988-027) 02.FC.15c
195. Greenalita (A: 1903) 09.ED.15
196. Greenlizardita (2017-001)
197. Greenockita (A: 1840) 02.CB.45
198. Greenwoodita (2010-007) 09.??
199. Gregoryita (1981-045) 05.AA.10
200. Greifensteinita (2001-044) 08.DA.10
201. Greigita (1963-007) 02.DA.05
202. Grenmarita (2003-024) 09.BE.25
203. Grguricita (2019-123)
204. Griceïta (1986-043) 03.AA.20
205. Griffinita (2021-110)
206. Grifita (A: 1891) 08.BF.15
207. Grigorievita (2012-047) 08.??
208. Grimaldiïta (1967-036) 04.FE.20
209. Grimmita (2020-060)
210. Grimselita (1971-040) 05.ED.35
211. Grischunita (1981-028) 08.CF.05
212. Groatita (2008-054) 08.AC.10
213. Grokhovskyita (2019-065)
214. Grootfonteinita
215. Grossita (1993-052) 04.CC.15
216. Grossmanita (2008-042a) 09.DA.15
217. Grossulària (A: 1811, 1962 p.e.) 09.AD.25
218. Groutita (A: 1947) 04.FD.10
219. Grumantita (1985-029) 09.EH.10
220. Grumiplucita (1997-021) 02.JA.05b
221. Grundmannita (2015-038)
222. Grunerita (A: 1853, 2012 p.e. Rd) 09.DE.05
223. Gruzdevita (1980-053) 02.GA.30
224. Guanacoïta (2003-021) 08.DD.10
225. Guanajuatita (A: 1858) 02.DB.05
226. Guanina (1973-056) 10.CA.30
227. Guarinoïta (1991-005) 07.DD.80
228. Guastoniïta-(Y) (2024-082)
229. Gudmundita (A: 1928) 02.EB.20
230. Guerinita (A: 1961, 2007 p.e.) 08.CJ.75
231. Guettardita (1966-018) 02.HC.05a
232. Gugiaïta (1983-072) 09.BB.10
233. Guidottiïta (2009-061) 09.ED.15
234. Guildita (A: 1928) 07.DC.30
235. Guil·leminita (1964-031) 04.JJ.10
236. Guimarãesita (2006-028) 08.DA.10
237. Guïta (2017-080)
238. Guix (A: 1736) 07.CD.40
239. Guixiangita (2025-019)
240. Gungerita (2020-009)
241. Gunmaïta (2022-080)
242. Gunningita (1962 p.e.) 07.CB.05
243. Günterblassita (2011-032) 09.??
244. Gunterita (2011-001) 08.??
245. Gupeiïta (1983-087) 01.BB.30
246. Gurimita (2013-032) 08.??
247. Gurzhiïta (2021-086)
248. Gustavita (1967-048) 02.JB.40a
249. Gutkovaïta-Mn (2001-038) 09.CE.30h
250. Guyanaïta (1967-034) 04.FD.10
251. Gwihabaïta (1994-011) 05.NA.15
252. Gysinita-(Ce) (2023-035)
253. Gysinita-(La) (2022-008)
254. Gysinita-(Nd) (1981-046) 05.DC.05